# Georg Elser
Johann Georg Elser (født 4. januar 1903 i Hermaringen, Württemberg, død 9. april 1945 i Dachau) var en tysk snedker og modstandsmand mod nazismen. Han planlagde og gennemførte et omfattende attentatsforsøg på Adolf Hitler og andre højtstående nazistiske ledere, den 8. november 1939 i Bürgerbräukeller i München. Efter det fejlslagne attentat blev Elser tilbageholdt uden retssag i over fem år, som Adolf Hitlers særlige fange, indtil han blev henrettet i koncentrationslejren Dachau.
Filmen Elser: Er hätte die Welt verändert (dansk titel: Urmageren) af instruktør af Oliver Hirschbiegel (kendt fra Der Untergang) handler om Georg Elsers attentatforsøg.

## Baggrund

### Familie og tidlige liv
Georg Elser (hvilket han normalt kaldes) blev født i Hermaringen, Württemberg, som søn af Ludwig Elser og Maria Müller. Hans forældre blev gift et år efter hans fødsel, og Maria flyttede til Königsbronn, for at leve med Ludwig på hans husmandssted. Hans far havde en tømmerhandel, mens hans mor arbejdede på gården. Georg blev ofte overladt til at passe sine fem yngre søskende: Friederike (født 1904), Maria (født 1906), Ludwig (født 1909), Anna (født 1910) og Leonard (født 1913). Han gik i folkeskole i Königsbronn 1910-17 og viste evne i tegning, skrivning og matematik. Hans barndom var præget af faderens alkoholmisbrug. Elser nævnte i sin afhøring hos Gestapo i 1939, hvordan hans far sædvanligt kom sent hjem fra arbejde beruset.